# 都野津站

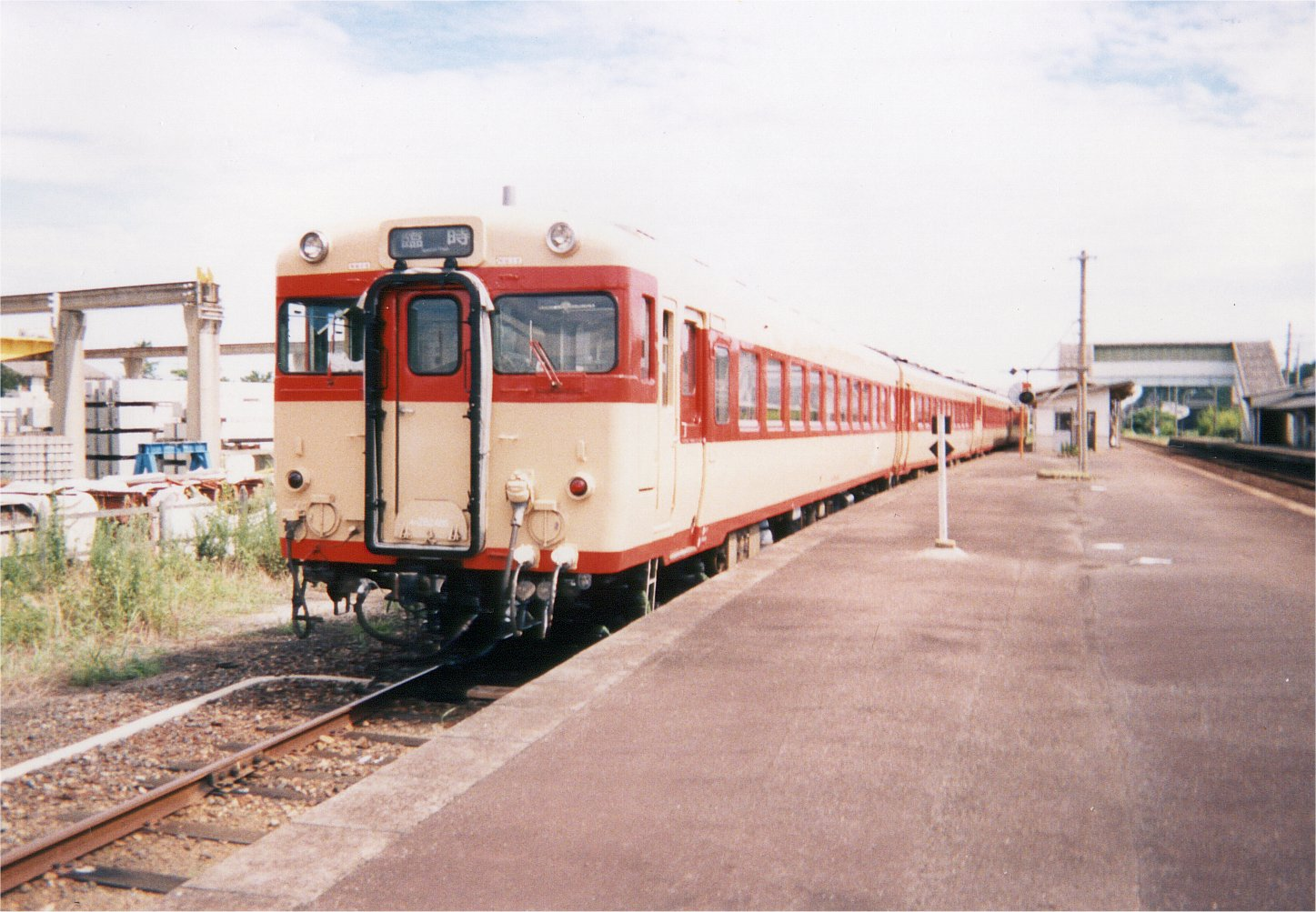
日本國鐵KiHa58系柴油列車停在3號月台（現時該月台已經停用）

都野津站（日语：／ Tsunozu eki */?）是位於島根縣江津市都野津町都野津，西日本旅客鐵道（JR西日本）的山陰本線車站。所有快速列車停站。

## 歷史
- 1920年（大正9年）12月25日 - 國有鐵道山陰本線淺利站至此站之間開業，此站啟用。為客運和貨運車站。
  - 當時車站地址為島根縣那賀郡都野津村（日语：都野津町）。
- 1921年（大正10年）9月1日 - 山陰本線此站至濱田站開業。
- 1922年（大正11年）4月1日 - 都野津村實施町制，成為都野津町（日语：都野津町），車站地址為島根縣那賀郡都野津町。
- 1954年（昭和29年）4月1日 - 隨著江津市成立，車站地址為島根縣江津市大字都野津。
- 1975年（昭和50年） - 隨著町名改稱，車站地址為現時位置。
- 1982年（昭和57年）11月7日 - 終止貨物起卸業務。
- 1987年（昭和62年）4月1日 - 伴隨國鐵分割民營化，車站由西日本旅客鐵道（JR西日本）營運。
- 2005年（平成17年）4月1日 - 成為無人車站。

## 車站構造
車站是一座地面車站，設有2面2線的相對式月台，可進行列車交會。車站大樓位於下行月台旁邊。兩月台之間設有跨線橋連接。隨著進行山陰本線高速化工程，轉轍器使用了高速通過 (100km/h) 轉轍器（Y形轉轍器）。車站曾經設有1條側線，為2面3線的月台構造。
車站由濱田鐵道部管理的無人車站。在2005年前車站為業務委託車站，曾經設有便亭。另外，現時車站大樓內設有自動售票機。

### 月台
| 月台 | 路線     | 上下行 | 方向             |
| ---- | -------- | ------ | ---------------- |
| 1    | 山陰本線 | 下行   | 濱田、益田方向   |
| 2    | 山陰本線 | 上行   | 出雲市、松江方向 |

## 使用狀況
以下為近年1日平均乘車人次列表：
| 乘車人次變化 | 乘車人次變化    |
| 年度         | 1日平均乘車人次 |
| ------------ | --------------- |
| 1984         | 490             |
| 1994         | 323             |
| 1999         | 272             |
| 2000         | 277             |
| 2001         | 266             |
| 2002         | 268             |
| 2003         | 250             |
| 2004         | 259             |
| 2005         | 238             |
| 2006         | 207             |
| 2007         | 214             |
| 2008         | 221             |
| 2009         | 226             |
| 2010         | 217             |
| 2011         | 206             |
| 2012         | 193             |
| 2013         | 195             |
| 2014         | 181             |
| 2015         | 173             |
| 2016         | 171             |
| 2017         | 169             |

## 車站周邊
- 江津都野津郵局
- 島根中央信用金庫（日语：島根中央信用金庫）江津分店
- 山陰合同銀行都野津出張所
- 日本海信用金庫（日语：日本海信用金庫）都野津分店
- 島根縣立江津高等學校（日语：島根県立江津高等学校）
- 山田電機Teccland江津店
- 國道9號
- 江津道路
- KINUYA（日语：キヌヤ）都野津店

## 相鄰車站
西日本旅客鐵道
山陰本線
- 快速水快車停車站。

江津－都野津－敬川

## 注腳
1. ↑  島根縣統計書

## 外部連結
- 都野津｜車站資訊：JR出門網 - 西日本旅客鐵道